# Lac du Bonnet
Lac du Bonnet – miasto w Kanadzie, w prowincji Manitoba, nad rzeką Winnipeg. Jest otoczone terytorium gminy o tej samej nazwie.
Liczba mieszkańców Lac du Bonnet wynosi 1009. Język angielski jest językiem ojczystym dla 84,7%, francuski dla 5,1% mieszkańców (2006).